# Станище-Мале
Станище-Мале (пол. Staniszcze Małe) — остановочный пункт железной дороги (платформа) в селе Станище-Мале в гмине Колёновске, в Опольском воеводстве Польши. Имеет 1 платформу и 1 путь.
Остановочный пункт на железнодорожной линии Ополе — Тарновске-Гуры, построен в 1912 году, когда село Станище-Мале (нем. Klein Stanisch, Клейн-Станиш) было в составе Германской империи.